# Chiesa di Santa Maria e dei Santi Faustino e Giovita
La chiesa di Santa Maria e dei Santi Faustino e Giovita è la parrocchiale a Cavrasto, frazione di Bleggio Superiore, in Trentino. Fa parte della zona pastorale delle Giudicarie dell'arcidiocesi di Trento e risale al XVI secolo.

## Storia

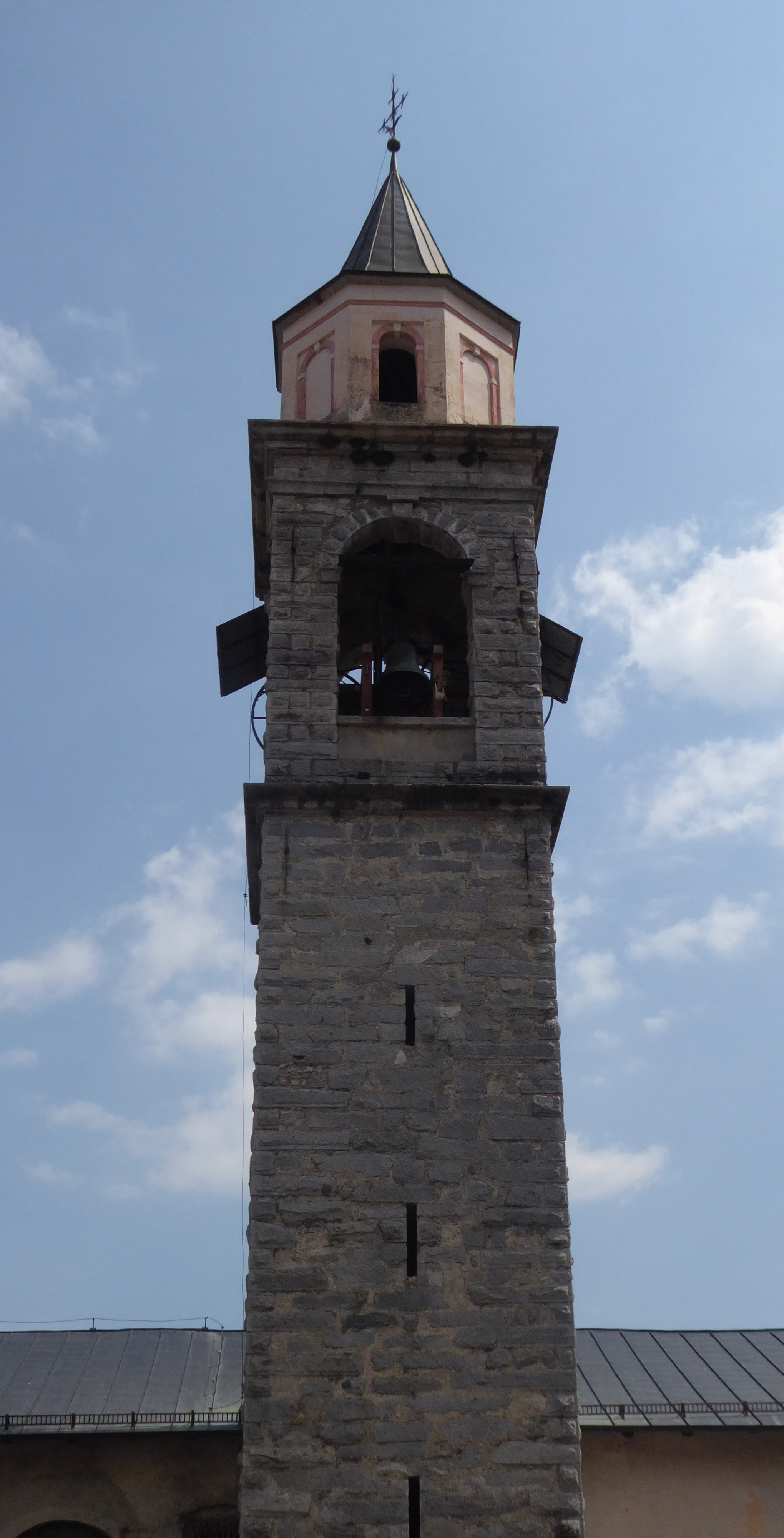
Torre campanaria

La chiesa di Santa Maria e dei Santi Faustino e Giovita di Cavrasto viene citata una prima volta nel 1537 in occasione della visita pastorale del cardinale Bernardo Clesio. Tra gli anni 1695 e 1708 venne completamente restaurata e, nel 1748, venne consacrata con una cerimonia solenne. Subito dopo divenne primissaria della pieve di Santa Croce del Bleggio, la Chiesa dei Santi Dionisio, Rustico ed Eleuterio Martiri.
La torre campanaria venne eretta a partire dalla fine del XVIII secolo e i lavori si conclusero solo due secoli più tardi. Nuovi interventi per ristrutturarla si ebbero nel XIX secolo, quando la navata, il presbiterio e la facciata vennero modificati.
Ebbe la concessione del fonte battesimale nel 1828 e nel 1869 vi fu una seconda consacrazione. Durante il primo dopoguerra venne decorato il presbiterio e venne elevata a dignità di chiesa parrocchiale nel 1959.
Nel 1966 è stato realizzato l'adeguamento liturgico posizionando l'altare postconciliare davanti all'altare maggiore che conserva il tabernacolo per la custodia eucaristica.

## Descrizione

### Esterno
La chiesa, che sorge al centro dell'abitato di Cavrasto, ha orientamento verso nord-est. Il prospetto principale è neoclassico con quattro paraste che reggono il grande frontone triangolare. Il portale di accesso è architravato e sopra, in asse, si apre la finestra a lunetta che porta luce alla sala. La torre campanaria si alza a sinistra, in posizione arretrata. Il tronco è in pietra a vista e la cella campanaria si apre con quattro finestre a monofora.

### Interno
La navata interna è unica con volta a botte e suddivisa in sette campate. Il presbiterio è leggermente rialzato e la volta è stata affrescata da Italo Martinenghi nel 1927.